# Franciszek Żukowski
Franciszek Żukowski (ur. 9 września 1890 w Różanie, zm. wiosną 1940 w ZSRR) – żołnierz armii rosyjskiej, Wojska Polskiego na Wschodzie, oficer Wojska Polskiego w II Rzeczypospolitej, kawaler Orderu Virtuti Militari.

## Życiorys
Urodził się w rodzinie Ignacego i Marii z Żukowskich. W 1912 wcielony do armii rosyjskiej i w jej szeregach wziął udział w I wojnie światowej. W styczniu 1918 w Płoskirowie  wstąpił do oddziału tworzonego w ramach Wojska Polskiego na Wschodzie. Po jego rozbrojeniu, już w ramach III Korpusu Polskiego, organizował kompanię karabinów maszynowych. Potem przewoził materiały i pieniądze z Moskwy do Kijowa i Charkowa. Po rozformowaniu korpusu, wstąpił do Legii Oficerskiej 4 Dywizji Strzelców Polskich. Po reorganizacji, wyznaczony został na stanowisko dowódcy plutonu w 14 pułku strzelców polskich.
Od 1919 służył w odrodzonym Wojsku Polskim. Był dowódcą 8 kompanii 29 pułku Strzelców Kaniowskich.
W czasie ataku na wieś Bogdinoje, na szosie Luszki-Dzisna 9 VI będąc d-cą 8 kompanii śmiałym atakiem uderzył na tyły umocnionej linii bolszewików i z własnej inicjatywy poprowadził biorąc jeńców i zdobywając 4 karabiny maszynowe. Podobną inicjatywę wykazał w ataku na wieś Zeretwiankę. Zaskoczył nieprzyjaciela wziął jeńców i dalsze trzy km i pierwszy wdarł się do wioski. Za bohaterstwo w walce odznaczony został Krzyżem Srebrnym Orderu Virtuti Militari. Latem 1920 mianowany dowódcą batalionu i awansowany na stopień kapitana.
Po zakończeniu działań wojennych pozostał w zawodowej służbie wojskowej. 3 maja 1926 został mianowany majorem ze starszeństwem z 1 lipca 1925 i 50. lokatą w korpusie oficerów piechoty. W kwietniu 1928 został przeniesiony z 29 pp do 51 pułku piechoty Strzelców Kresowych na stanowisko kwatermistrza. We wrześniu 1930 został przeniesiony do Powiatowej Komendy Uzupełnień Ciechanów. W marcu 1932 został zatwierdzony na stanowisku komendanta PKU Ciechanów. W 1938 został przeniesiony w stan spoczynku. W 1939 został zmobilizowany. Zaginął w ZSRR.
Był żonaty z Marią z Kiełczewskich, dzieci: Alina i Jacek.

## Ordery i odznaczenia
- Krzyż Srebrny Orderu Virtuti Militari (nr 1087)
- Krzyż Walecznych (trzykrotnie)[1]
- Złoty Krzyż Zasługi – 1938 „za całokształt zasług w służbie wojskowej”[7]
- Medal Niepodległości – 25 stycznia 1933 „za pracę w dziele odzyskania niepodległości”[8]